# Èpsilon del Gall Dindi
Èpsilon del Gall Dindi (ε Pavonis) és un estel en la constel·lació del Gall dindi. De magnitud aparent +3,95, és el cinquè estel més brillant de la mateixa després de Peacock (α Pavonis), β Pavonis, δ Pavonis i η Pavonis.
Èpsilon Pavonis dista 106 anys llum del Sistema Solar i és un estel blanc de la seqüència principal de tipus espectral A0Va les característiques de qui són similars a les de Vega (α Lyrae) o Algorab (δ Corvi). La seva energia prové de la fusió nuclear d'hidrogen en el seu nucli intern i té una temperatura superficial de 9896 K. 24 vegades més lluminosa que el Sol, el seu radi és 2 vegades més gran que el del mateix. La seva velocitat de rotació és igual o major de 85 km/s.
Amb una massa de 2,2 ± 0,1 masses solars, l'edat d'Èpsilon Pavonis s'estima en 5,3 milions d'anys. Presenta un contingut metàl·lic lleugerament inferior al del Sol ([M/H] = -0,04). Utilitzant l'instrument MIPS del satèl·lit Spitzer, s'ha detectat excés en la radiació infraroja que emet a 70 μm, encara que no a 24 μm.